# Modern toerisme
Modern toerisme. Een bloemlezing uit zijn werk, gekozen en ingeleid door Marijke Stapert-Eggen en Johan B.W. Polak, is een bloemlezing uit het werk van Louis Couperus die in 1980 verscheen.

## Geschiedenis
In 1980 begon de uitgever Loeb & Van der Velden, Uitgevers te Amsterdam de serie Keuze uit klassieken. Voor het eerste deel werd gekozen voor de schrijver Louis Couperus (1863–1923). De uitgever Johan Polak stelde met Marijke Stapert-Eggen de bloemlezing samen, en zij leidden die in. De titel is de antagonist van het door Couperus in 1911 gepubliceerde Antiek toerisme. Roman uit Oud-Egypte; de samenstellers hadden hier gekozen voor een keuze die "beslaat Couperus’ eigen tijd, met vluchtige verwijzingen naar het antieke erfgoed en het fin-de-siècle" (p. 8).
Modern toerisme is ook een tegenhanger van de bundel De antieke verhalen die in datzelfde jaar verscheen bij Polaks eigen uitgeverij Athenaeum - Polak & Van Gennep. Ook die laatste bundel werd verzorgd door Stapert-Eggen.
Merkwaardig genoeg is er bij deze beide genoemde bundels een geheel andere keuze gemaakt voor de bezorging. De bundel Modern toerisme kent een gemoderniseerde spelling ("met behoud van Couperiaanse eigenaardigheden") terwijl bij De antieke verhalen werd gekozen voor: "Het eerbiedigen van Couperus’ afwijkende stijl en eigenzinnige spelling en interpunctie heeft bij de tekstverzorging voorop gestaan" (aldaar, p. 526). Mogelijk  betreft het hier bewuste keuzen van de twee verschillende uitgevers.
In de als serie opgezette Keuze uit klassieken verscheen slechts dit eerste, ene deel.

### Uitgave
De uitgave verscheen bij "Loeb & Van der Velden, Uitgevers" te Amsterdam. De uitgave werd voorafgegaan door een inleiding van de beide samenstellers en werd door Stapert-Eggen voorzien van een beknopte bibliografie die werd ontleend aan het eveneens door haar samengestelde Bibliografisch Repertorium Louis Couperus dat pas in 1992 zou verschijnen.
De uitgave omvat twintig verhalen die naar de chronologie van hun eerste publicatie zijn gerangschikt.
De bloemlezing werd uitgegeven als paperback; er vond geen herdruk plaats.
Ernaast bestonden er negen exemplaren die met de hand werden genummerd van "1-9" tot "9-9" en in halfperkament werden gebonden; hiervan was exemplaar "1-9" bestemd voor samensteller Johan Polak en exemplaar "4-9" voor samensteller Stapert-Eggen.

#### Genummerde exemplaren
- 1: samensteller Johan Polak
- 4: samensteller Marijke Stapert-Eggen
- 6: voorheen collectie-Jan Eekhof, nu Koninklijke Bibliotheek
- 8: voorheen collectie-Jan Eekhof, daarna aangeboden door een Leidse, daarna door een Haagse antiquaar
- 9: aangeboden door een Utrechtse antiquaar
- ?: collectie-W.M.S. Pitlo-van Rooijen, nu Stadsbibliotheek Deventer

Een lent van vaerzen · De schoone slaapster in het bosch · Orchideeën. Een bundel poëzie en proza · Eline Vere · Noodlot · Extaze. Een boek van geluk ·  Eene illuzie · Majesteit · Reis-impressies · Wereldvrede · Williswinde · Hooge troeven · De verzoeking van den H. Antonius. Naar Gustave Flaubert. Fragmenten · Metamorfoze · Psyche · Fidessa · Langs lijnen van geleidelijkheid · De stille kracht · Babel · Imperia · De boeken der kleine zielen. De kleine zielen · De boeken der kleine zielen. Het late leven · De boeken der kleine zielen. Zielenschemering · De boeken der kleine zielen. Het heilige weten · Over lichtende drempels · God en goden · Dionyzos ·  De berg van licht · Van oude menschen, de dingen, die voorbij gaan... · Aan den weg der vreugde · Incantatie. Van een stervenden genius · Van en over mijzelf en anderen. Eerste bundel · Van en over mijzelf en anderen. Tweede bundel · Van en over mijzelf en anderen. Derde bundel · Van en over mijzelf en anderen. Vierde bundel · Antieke verhalen. Van goden en keizers, van dichters en hetaeren · Korte arabesken · Antiek toerisme. Roman uit Oud-Egypte · De zwaluwen neêr gestreken... · Schimmen van schoonheid · Uit blanke steden onder blauwe lucht. Eerste bundel · Uit blanke steden onder blauwe lucht. Tweede bundel · Herakles · Van en over alles en iedereen · De ongelukkige · De tweelingbroeders. Jambische bewerking van Plautus' Menaechmi · De Komedianten · Jan en Florence · Wreede portretten · Der dingen ziel · Brieven van den nutteloozen toeschouwer · Legende, mythe en fantazie · De verliefde ezel · De betooveraar · Elyata · De Ode · Xerxes of de hoogmoed · Iskander. De roman van Alexander den Groote · Lucrezia · Met Louis Couperus in Afrika · De ring en de prins · Oostwaarts · De oude trofime · Proza. Eerste bundel · Proza. Tweede bundel · Proza. Derde bundel · Het zwevende schaakbord · Het snoer der ontferming en Japansche legenden · Nippon · Romantisch avontuur · Il Mago · De binocle · De naumachie · Via Appia · De tooveressen. Tweede idylle van Theokritos · Nagelaten werk · Endymion · Sabijnsche-maagdenroof · Kindersouvenirs · Een Hagenaar terug in Den Haag · Herinneringen aan de lente · Kinderkamer · De Nachten · De Vonk · De antieke verhalen · Modern toerisme · Een ster · Toen ik een kleine jongen was... ·  Een zieltje · Zijn aangenomen zoon · Vitruvius' Tien boeken over de bouwkunst · Ontroering